# Couilly-Pont-aux-Dames
Couilly-Pont-aux-Dames és un municipi francès, situat al departament de Sena i Marne i a la regió d'Illa de França. L'any 2007 tenia 2.042 habitants.
Forma part del cantó de Serris, del districte de Meaux i de la Comunitat de comunes Pays Créçois.

## Demografia

### Població
El 2007 la població de fet de Couilly-Pont-aux-Dames era de 2.042 persones. Hi havia 712 famílies, de les quals 152 eren unipersonals (74 homes vivint sols i 78 dones vivint soles), 211 parelles sense fills, 302 parelles amb fills i 47 famílies monoparentals amb fills.
La població ha evolucionat segons el següent gràfic:
Habitants censats

### Habitatges
El 2007 hi havia 815 habitatges, 730 eren l'habitatge principal de la família, 40 eren segones residències i 45 estaven desocupats. 699 eren cases i 103 eren apartaments. Dels 730 habitatges principals, 590 estaven ocupats pels seus propietaris, 116 estaven llogats i ocupats pels llogaters i 23 estaven cedits a títol gratuït; 17 tenien una cambra, 64 en tenien dues, 109 en tenien tres, 156 en tenien quatre i 386 en tenien cinc o més. 588 habitatges disposaven pel capbaix d'una plaça de pàrquing. A 311 habitatges hi havia un automòbil i a 350 n'hi havia dos o més.

### Piràmide de població
La piràmide de població per edats i sexe el 2009 era:
| Homes | Edats   | Dones |
| ----- | ------- | ----- |
| 4     | 95 o +  | 0     |
| 10    | 90 a 94 | 13    |
| 12    | 85 a 89 | 38    |
| 15    | 80 a 84 | 22    |
| 25    | 75 a 79 | 23    |
| 26    | 70 a 74 | 50    |
| 22    | 65 a 69 | 26    |
| 53    | 60 a 64 | 23    |
| 41    | 55 a 59 | 66    |
| 83    | 50 a 54 | 67    |
| 87    | 45 a 49 | 74    |
| 51    | 40 a 44 | 59    |
| 68    | 35 a 39 | 71    |
| 79    | 30 a 34 | 59    |
| 39    | 25 a 29 | 80    |
| 42    | 20 a 24 | 39    |
| 78    | 15 a 19 | 50    |
| 60    | 10 a 14 | 69    |
| 61    | 5 a 9   | 52    |
| 62    | 0 a 4   | 35    |

## Economia
El 2007 la població en edat de treballar era de 1.282 persones, 979 eren actives i 303 eren inactives. De les 979 persones actives 914 estaven ocupades (467 homes i 447 dones) i 64 estaven aturades (31 homes i 33 dones). De les 303 persones inactives 114 estaven jubilades, 117 estaven estudiant i 72 estaven classificades com a «altres inactius».

### Ingressos
El 2009 a Couilly-Pont-aux-Dames hi havia 735 unitats fiscals que integraven 2.006,5 persones, la mediana anual d'ingressos fiscals per persona era de 23.884 €.

### Activitats econòmiques
Dels 114 establiments que hi havia el 2007, 2 eren d'empreses extractives, 1 d'una empresa alimentària, 3 d'empreses de fabricació d'altres productes industrials, 20 d'empreses de construcció, 25 d'empreses de comerç i reparació d'automòbils, 6 d'empreses de transport, 6 d'empreses d'hostatgeria i restauració, 4 d'empreses financeres, 6 d'empreses immobiliàries, 18 d'empreses de serveis, 16 d'entitats de l'administració pública i 7 d'empreses classificades com a «altres activitats de serveis».
Dels 34 establiments de servei als particulars que hi havia el 2009, 1 era una oficina de correu, 1 taller de reparació d'automòbils i de material agrícola, 1 autoescola, 4 paletes, 4 guixaires pintors, 3 fusteries, 2 lampisteries, 3 empreses de construcció, 3 perruqueries, 1 veterinari, 5 restaurants, 5 agències immobiliàries i 1 saló de bellesa.
Dels 13 establiments comercials que hi havia el 2009, 1 era una botiga de més de 120 m², 1 una botiga de menys de 120 m², 1 una peixateria, 4 botigues de roba, 1 una botiga de roba, 1 una botiga d'equipament de la llar, 1 una sabateria, 1 una botiga de mobles, 1 una botiga de material de revestiment de parets i terra i 1 una perfumeria.

## Equipaments sanitaris i escolars
El 2009 hi havia 2 escoles elementals. Couilly-Pont-aux-Dames disposava d'un col·legi d'educació secundària amb 242 alumnes.

## Poblacions més properes
El següent diagrama mostra les poblacions més properes.